# Guilherme I, Eleitor de Hesse
Guilherme I de Hesse (3 de junho de 1743 - 27 de fevereiro de 1821) foi o primeiro príncipe-eleitor de Hesse, governando entre 1785 e 1821.

## Família
Guilherme era o segundo filho, mas primeiro sobrevivente do conde Frederico II de Hesse-Cassel e a princesa Maria da Grã-Bretanha. Os seus avós paternos eram o conde Guilherme VIII de Hesse-Cassel e a duquesa Doroteia Guilhermina de Saxe-Zeitz. Os seus avós maternos eram o rei Jorge II da Grã-Bretanha e a marquesa Carolina de Ansbach.

## Primeiros anos
Guilherme nasceu em Kassel, na região de Hesse. O seu pai, o conde Frederico II tinha deixado a família em 1747 para se converter ao catolicismo e, em 1755, terminou formalmente o casamento com a sua mãe, a princesa Maria. O seu avô, o conde Guilherme, ofereceu o principado de Hanau à sua nora e netos e Guilherme tornou-se tecnicamente príncipe reinante, embora tivesse a sua mãe como regente. O jovem príncipe Guilherme, juntamente com os seus dois irmãos mais novas, passaram a viver apenas com a mãe em 1747, sendo acolhidos pelos seus parentes protestantes na Dinamarca onde a sua mãe cuidou dos filhos da sua falecida irmã, a princesa Luísa da Grã-Bretanha.

## Casamento
Guilherme de Hanau casou-se a 1 de setembro de 1764 no Palácio de Christiansborg com a sua prima direita, a princesa Guilhermina Carolina da Dinamarca, segunda filha do rei Frederico V da Dinamarca. O casal permaneceu na Dinamarca até 1785, quando Guilherme herdou Hesse-Cassel do pai. Além deste, Guilherme tinha também herdado o principado de Hanau a sul de Hesse, perto de Frankfurt, sucedendo aos recém-extintos príncipes, visto que a população não queria um governante católico.
O seu irmão mais novo, Carlos, seguiu o seu exemplo e casou-se em 1766 com outra das suas primas dinamarquesas, Luísa.

## Reinado
Após a morte do seu pai, tornou-se o conde Guilherme IX de Hesse-Cassel a 31 de outubro de 1785 e, como tal, herdou uma das maiores fortunas da Europa na época.
Devido em parte à riqueza do seu estado, Guilherme é conhecido principalmente por ter sido um dos primeiros investidores de Mayer Amschel Rothschild que se tornaria o fundador dos bancos Rothschild, o negócio de família com mais sucesso da História. Apesar de o conhecer desde 1775, Guilherme apenas o tornou fiscal da corte em 1801.
As primeiras fortunas da família Rothschild apareceram através de um conjunto de inteligência financeira e da riqueza do príncipe Guilherme. Em 1785, o conde de Hesse-Cassel morreu, deixando a sua imensa fortuna (em grande parte conseguida através do aluguer de soldados à Grã-Bretanha durante a Revolução Americana) ao seu filho mais velho. Durante as guerras napoleónicas, Guilherme achou necessário esconder a sua fortuna de Napoleão recorrendo à sua ligação aos Rothschilds de Frankfurt. O dinheiro chegou às mãos de Nathan Mayer Rothschild em Londres onde ajudou a financiar os movimentos militares britânicos em Portugal e Espanha. Os juros ganhos com este dinheiro deram grandes lucros aos barões do banco que o usaram para fazer as suas fortunas crescer rapidamente juntamente com o seu prestígio na Europa e na Grã-Bretanha. Não demorou até às suas fortunas se tornarem maiores do que às do seu mecenas.
Em 1803, o conde Guilherme tornou-se príncipe-eleitor de Hesse, mas em 1806 o seu eleitorado foi anexado pelo reino de Vestfália, governado por Jérôme Bonaparte. Guilherme fugiu para a Dinamarca com a família e viveu lá em exílio até os franceses serem expulsos da Alemanha. Após a derrota dos exércitos de Napoleão na Batalha de Leipzig, regressou ao trono em 1813 e governou até à sua morte em 1821. No Congresso de Viena, tinha como ambição ser reconhecido como rei como outros príncipes-eleitores (os seus apoiadores chegaram mesmo a cunhar moedas com o título de rei de Catos para Guilherme), mas o seu pedido não foi aprovado porque o seu principado não tinha sido eleitorado durante nenhuma das eleições imperiais.

## Descendência
Com a sua esposa teve os seguintes filhos:
- Maria Frederica de Hesse-Cassel (14 de setembro de 1768 – 17 de abril de 1839), casada com o duque Aleixo Frederico de Anhalt-Bernburg; com descendência.
- Carolina Amália de Hesse-Cassel (11 de julho de 1771 – 22 de fevereiro de 1848), casada com o duque Augusto de Saxe-Gota-Altemburgo; sem descendência.
- Frederico de Hesse-Cassel (8 de agosto de 1772 – 20 de julho de 1784), morreu aos onze anos de idade.
- Guilherme II de Hesse-Cassel (28 de julho de 1777 – 20 de novembro de 1847), casado primeiro com a princesa Augusta da Prússia; com descendência. Casado depois com a condessa Emilie Ortlöpp de Reichenbach-Lessonitz; com descendência. Casado por último com Caroline von Berlepsch; sem descendência.

Guilherme teve várias amantes e pelo menos vinte filhos ilegítimos reconhecidos, entre os quais:
Com a sua amante Carlota Cristina Buissine:
- Guilherme de Heimrod (1775–1811)
- Carlos de Heimrod (1776–1827)
- Frederico de Heimrod (n. & m. 1777)
- Frederico de Heimrod (1778–1813)

Com a sua amante Rosa Doroteia Ritter:
- Guilherme Carlos de Hanau (1779–1856)
- Jorge Guilherme de Hanau (1781–1813)
- Filipe Ludway de Hanau (1782–1843)
- Guilhermina de Hanau (1783–1866)
- Moritz de Hanau (1784–1812)
- Maria Sofia de Hanau (1785–1865)
- Júlio Henrique de Hanau (1786–1853)
- Otão de Hanau (1788–1791)

Com a sua amante Carolina de Schlotheim:
- Guilherme Frederico de Hessenstein (1789–1790)
- Guilherme Carlos de Hessenstein (1790–1867)
- Ferdinando de Hessenstein (1791–1794)
- Carolina de Hessenstein (1792–1797)
- Augusta de Hessenstein (1793–1795)
- Luís Carlos de Hessenstein (1794–1857)
- Frederico de Hessenstein (1795–1855)
- Guilherme Luís (1800–1836)
- Frederico Luís (1803–1805)
- Carolina de Hessenstein (1804–1891)
- De um caso com Marianne Wulffen, nasceu Johann Heinrich Resse (1760, Kassel, Hessen), pai do renomado engenheiro luso-alemão, Coronel João Guilherme Resse.[2]